# Orla-priset
Orla-priset är ett danskt litteraturpris för barn- och ungdomsböcker uppkallad efter huvudpersonen i Ole Lund Kirkegaards barnbok Orla Frøsnapper. Priset utdelades för första gången 2005 och gavs fram till 2010 till föregående års bästa bokutgåva inom flera olika kategorier med bakgrund av en internetomröstning av barn och unga. Inom var kategori kunde man lägga sin röst på någon av föregående års tio bäst säljande utgåvor. Prisen blev inte utdelat 2011. Från 2012 ändrade man upplägg från att ha flera olika kategorier till att ha en enda kategori.
Bakom priset står Danmarks Radios Barn- & Ungdomsavdelning och kampanjen Läslust, som genomförs av Kulturministeriet, Undervisningsministeriet och Ministeriet for Familie- og Forbrugeranliggender. Dessutom deltar Förläggarföreningen, Den danska Bokhandlarföreningen, Danmarks Skolbibliotekarier, Bibliotekarieförbundet samt webbplatserna Boggnasker och Spørg Olivia.

## Pristagare

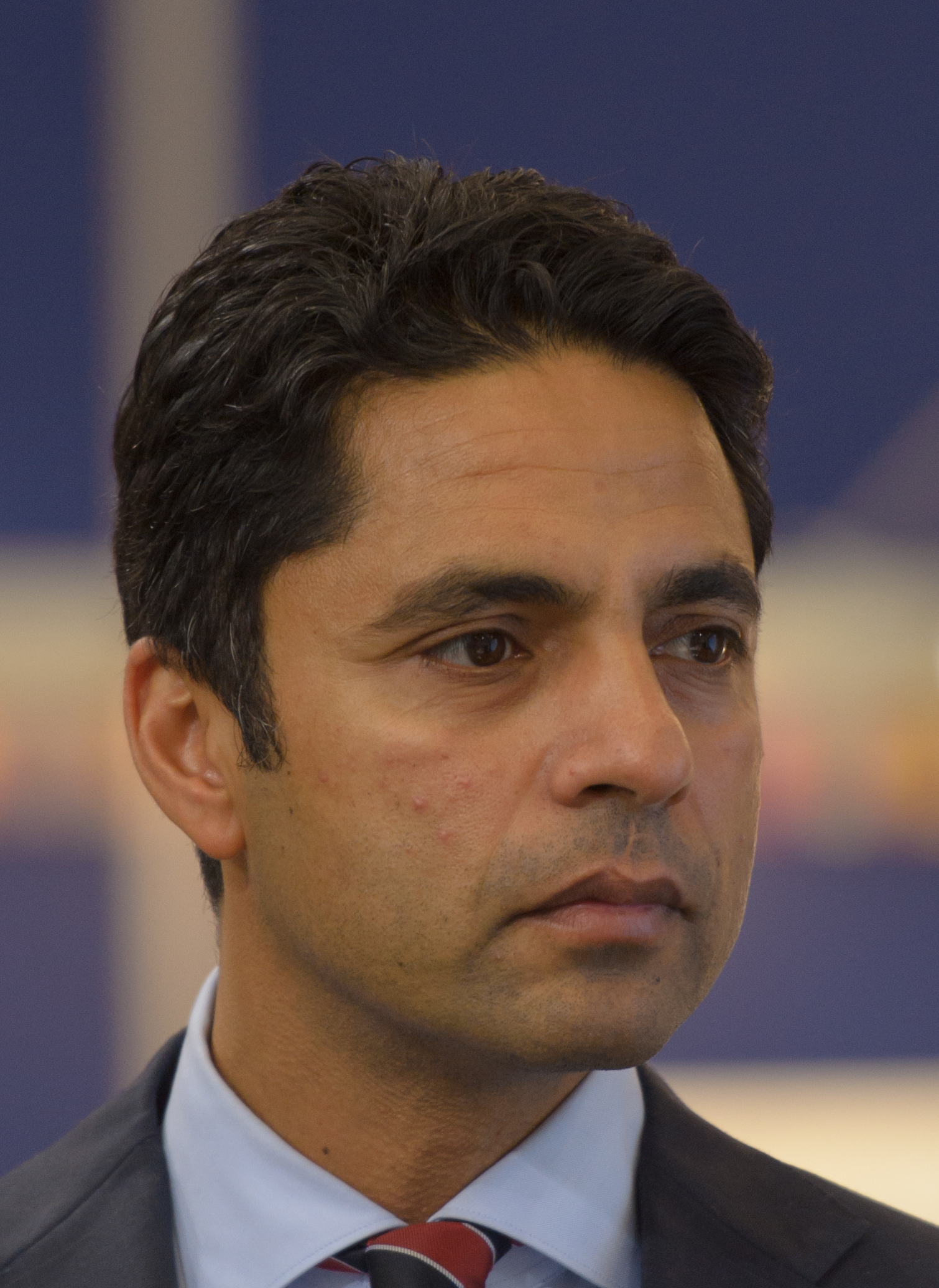
Manu Sareen, 2008 år pristagare.

### 2013
- Jørn Jensen: Koldt blod - hvor er Laura?

### 2012
- Lene Kaaberbøl: Vildheks, Ildprøven

### 2011
Priset delades inte ut 2011.

### 2010
- Bästa bilderbok: Anders Morgenthaler: Carsten & Gittes Bedste Historier
- Bästa barnbok: Mette Finderup: Emmy – den fedeste sommer, or not!
- Bästa fackbok: Jan Kjær: Taynikma – tegneskole
- Bästa fantasybok: Sascha Christensen: Den Ydmyge Amulet

### 2009
- Bästa bilderbok: Elin Bing (författare) och Dina Gellert (tecknare): Bamses allergo'este bog
- Bästa barnbok: Tulle Sigbrand: Olivia
- Bästa ungdomsbok: Anders Johansen: Stjerneskælv
- Bästa fantasybok: Kenneth Bøgh Andersen: Dødens terning

### 2008
- Bästa bilderbok: Jakob Martin Strid: Min mormors gebis
- Bästa barnbok: Manu Sareen: Iqbal Farooq og den sorte pjerrot
- Bästa ungdomsbok: Sanne Munk Jensen: En dag skinner solen også på en hunds røv
- Bästa tecknade serie: Peter Madsen och Henning Kure: Valhalla, Muren

### 2007
- Bästa bilderbok: Jens Vilstrup och Claus Riis: Duen Didrik - i dronningens tjeneste
- Bästa barnbok: Lene Kaaberbøl: Skyggeporten
- Bästa ungdomsbok: Dennis Jürgensen: Den gyldne by
- Bästa tecknade serie: Merlin P. Mann och Jan Kjær: Taynikma - Skyggeskoven

### 2006
- Bästa bilderbok: Flemming Quist Møller: Cykelmyggen og Dansemyggen
- Bästa barnbok: Kenneth Bøgh Andersen: Djævelens lærling
- Bästa ungdomsbok: Josefine Ottesen: Dæmonernes hvisken
- Bästa tecknade serie: Albert Uderzo: Asterix - Da himlen faldt ned om ørerne!

### 2005
- Bästa bilderbok: Katrine Hauch-Fausbøll (författare) och Sussi Bech (illustratör): Kaj & Andrea - Hurra vi skal i skole
- Bästa barnbok: Dennis Jürgensen: Sagen om det blodige vampyrtrick
- Bästa ungdomsbok: Kenneth Bøgh Andersen: Himmelherren: Drengen med de violette øjne
- Bästa tecknade serie: Don Rosa, Walt Disney Company: Hall of Fame